# Григорьев, Иван Иванович (военный)
Иван Иванович Григорьев (1922-1945) — Гвардии старший лейтенант Рабоче-крестьянской Красной Армии, участник Великой Отечественной войны, Герой Советского Союза (1945).

## Биография
Иван Григорьев родился в 1922 году на разъезде Уткуль (ныне — территория Алтайского края) в семье железнодорожника. Вместе с семьёй переехал в Барнаул, затем на станцию Баюново, затем в село Контошино Косихинского района. В этом селе окончил школу-семилетку. В 1939 году он поступил на учёбу в Барнаульскую транспортно-техническую железнодорожную школу, одновременно учился в аэроклубе Барнаула, окончил его в 1940 году. В январе 1941 года Григорьев был призван на службу в Рабоче-крестьянскую Красную Армию и направлен на учёбу в Новосибирскую авиационную школу лётчиков, позднее был переведён в Молотовскую военную авиационную школу лётчиков, получил квалификацию лётчика-бомбардировщика. В мае 1942 года Григорьев был направлен в Чкаловскую авиационную школу лётчиков для переобучения на штурмовик «Ил-2». С апреля 1943 года — на фронтах Великой Отечественной войны. Принимал участие в боях на Юго-Западном, 1-м и 3-м Украинских фронтах. Участвовал в Курской битве, Изюм-Барвенковской, Донбасской, Запорожской, Никопольско-Криворожской, Березнеговато-Снигирёвской, Одесской, Львовско-Сандомирской, Сандомирско-Силезской, Нижнесилезской, Верхнесилезской, Берлинской операциях.
К марту 1945 года гвардии старший лейтенант Иван Григорьев командовал эскадрильей 93-го гвардейского штурмового авиаполка 5-й гвардейской штурмовой авиадивизии 2-го гвардейского штурмового авиакорпуса 2-й воздушной армии 1-го Украинского фронта. К тому времени он совершил 155 боевых вылетов на штурмовку и разведку вражеских войск, в воздушных боях сбил 4 самолёта противника лично, 1 — в группе, ещё 4 уничтожил на земле. 8 мая 1945 года Григорьев вылетел на боевое задание из района Котбуса для поддержки наземных советских войск в Пражской операции. Над территорией Польши самолёт был сбит. Воздушный стрелок Гончаров сумел выпрыгнуть с парашютом, следом за ним выпрыгнул и Григорьев, однако для раскрытия парашюта ему уже не хватило высоты. Похоронен на кладбище кладбище Куле в городе Ченстохова (Польша).

## Награды
Указом Президиума Верховного Совета СССР от 27 июня 1945 года за «мужество и героизм, проявленные при нанесении штурмовых ударов по врагу» старший лейтенант Иван Григорьев посмертно был удостоен высокого звания Героя Советского Союза. Также был награждён орденами Ленина, Красного Знамени, Александра Невского, Отечественной войны 1-й степени, Красной Звезды, а также рядом медалей.

## Память
В честь Григорьева названы улица, парк, школа № 17, установлены бюст и обелиск в Новоалтайске.